# یوداپایتاولا
یوداپایتاولا (به لاتین: Udapitawela) یک منطقهٔ مسکونی در سری‌لانکا است که در استان مرکزی (سری‌لانکا) واقع شده‌است.